# Samtgemeinde Hambergen
De Samtgemeinde Hambergen is een Samtgemeinde in de Duitse deelstaat Nedersaksen. Het is een samenwerkingsverband van vijf kleinere gemeenten in het noorden van Landkreis Osterholz. Het bestuur is gevestigd in Hambergen.

## Deelnemende gemeenten
1. Axstedt
2. Hambergen
3. Holste
4. Lübberstedt
5. Vollersode

Axstedt · 
Grasberg · 
Hambergen · 
Holste · 
Lilienthal · 
Lübberstedt · 
Osterholz-Scharmbeck · 
Ritterhude · 
Schwanewede · 
Vollersode · 
Worpswede